# 光安浩行
光安 浩行（みつやす ひろゆき、1891年1月 - 1970年1月19日）は、日本の洋画家。

## 経歴
福岡市出身、本名は弥市。1911年福岡県立中学修猷館卒業後、太平洋画会研究所に入り、中村不折、岡精一の指導をうけ、大正時代は主に郷里福岡で画業につとめた。
1924年に結婚、翌年上京し、1926年の第7回帝国美術展覧会(帝展)に「静物」が初入選となった。その後は、帝展、その後身の文部省美術展覧会(文展)、また太平洋美術画会展に出品し、1941年文展無鑑査待遇となる。1928年太平洋美術学校教授に就任。
戦後は、1947年示現会を同志と創立。日展と示現会に出品を続け、1950年第6回日展で「明日」が特選となる。1954年山林美術協会を結成して、同展にも出品を続けた。1967年日展評議員に就任。
作風は写生をもととしながら単純化、装飾化に独自の特徴があり、明快でしかも重厚な色調の婦人像、風景を画いている。